# Équipe cycliste masculine Jayco AlUla
Cet article concerne l'équipe masculine. Pour l'équipe féminine, voir Équipe cycliste féminine Jayco AlUla.
L'équipe cycliste Jayco AlUla, officiellement Team Jayco AlUla et connue précédemment comme l'équipe GreenEDGE, Orica-BikeExchange, Orica-Scott, Mitchelton-Scott, BikeExchange Jayco, est une équipe cycliste australienne sur route, créée en 2012 et dotée du statut de UCI WorldTeam.
L'équipe a notamment remporté le Tour d'Espagne 2018 grâce à Simon Yates. Sur les classiques, ses coureurs se sont illustrés avec des victoires sur Milan-San Remo 2012, Liège-Bastogne-Liège 2014, Paris-Roubaix 2016 et le Tour de Lombardie 2016.

## Sponsors et financement de l'équipe
L'équipe est la propriété de l'homme d'affaires australien Gerry Ryan, à l'origine de sa création. Il participe à son financement, en partie via les sociétés Jayco (fabricant de caravanes) et Mitchelton Wines (spécialisée dans le domaine viticole), qu'il possède.
L'équipe australienne Orica-GreenEDGE Cycling est sponsorisée par le constructeur de cycles Scott, SMS Santini, Subaru et Jayco.
En 2012, une équipe féminine est également lancée conjointement à l'équipe masculine.
Le 1er mai 2012, la formation dévoile son nouveau sponsor principal, Orica, fournisseurs d'explosifs et de produits chimiques pour l'industrie minière, qui sponsorisera également l'équipe féminine,. L'équipe porte donc le nom de Orica-GreenEDGE à partir de cette date. En 2017, l'équipe devient Orica-Scott et lance une équipe continentale sous licence chinoise, sous le nom de Mitchelton Scott, devenue Mitchelton-BikeExchange en 2018. Fin 2017, avec le départ d'Orica, l'équipe World Tour prend le nom de Mitchelton-Scott et est financée totalement par son propriétaire Gerry Ryan.
Au printemps 2020, en raison de la pandémie de Covid-19, des rumeurs circulent à propos de la dissolution éventuelle de l'équipe Mitchelton-Scott à la fin de la saison. L'équipe réduit les salaires des coureurs et du personnel de 70 % à la suite de la pandémie et du ralentissement économique qui en a résulté. En juin, il est annoncé que la structure australienne est en passe de devenir la Team Manuela Fundación (financée par une fondation espagnole) à partir du mois d'août 2020,. Cependant, le 18 juin, GreenEDGE Cycling annonce que l'accord est annulé en raison d'un conflit sur la propriété de la licence de l'équipe,. Impliqués dans ce rachat, le manager général Shayne Bannan (présent depuis la création en 2012) et son associé Alvaro Crespi sont remerciés et remplacés par Brent Copeland et Darach McQuaid.
En 2022, le constructeur de camping-car Jayco devient co-sponsor. En 2023, BikeEchange cesse le financement et est remplacé par le site touristique saoudien Al-'Ula. En 2025, la formation Hagens Berman Jayco devient son équipe réserve officielle.

## Histoire de l'équipe

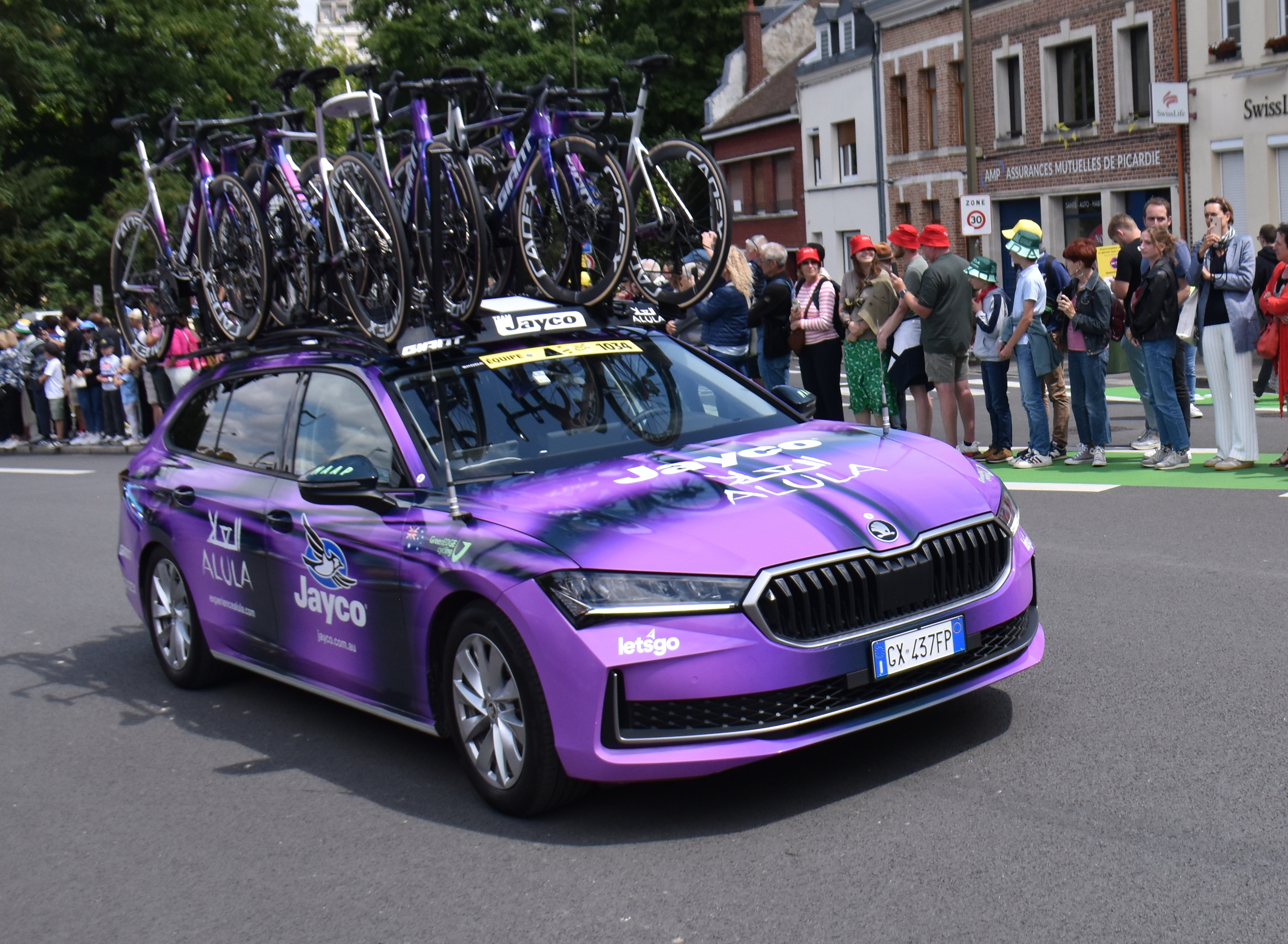
Tour de France 2025 - Véhicule Team Jayco AIUIa.

### Fin 2011: création de l'équipe
Les trois premiers coureurs recrutés par l'équipe sont les Australiens Jack Bobridge et les frères Cameron et Travis Meyer, tous en provenance de l'équipe Garmin-Cervélo. Stuart O'Grady, autre coureur australien (Leopard-Trek), signe avec cette équipe qui recrute également l'espoir érythréen Daniel Teklehaimanot. Les Néerlandais Sebastian Langeveld, Pieter Weening (Rabobank) et Jens Mouris (Vacansoleil-DCM) s'engagent aussi avec la formation australienne.
Les Australiens Simon Clarke et Allan Davis (Astana),, Simon Gerrans (Team Sky), Baden Cooke (Saxo Bank-Sungard), Brett Lancaster et Matthew Wilson (Garmin-Cervélo), Robbie McEwen (RadioShack), Matthew Goss et Leigh Howard (HTC-Highroad), Wesley Sulzberger (FDJ) et Mitchell Docker (Skil-Shimano), les Canadiens Svein Tuft (SpiderTech-C10) et Christian Meier (UnitedHealthcare), les Lituaniens Tomas Vaitkus (Astana) et Aidis Kruopis (Landbouwkrediet), le Japonais Fumiyuki Beppu (RadioShack), le Suisse Michael Albasini (HTC-Highroad), le Belge Jens Keukeleire (Cofidis), le Néo-Zélandais Julian Dean (Garmin-Cervélo), le Sud-Africain Daryl Impey (NetApp) signent également.
Les deux espoirs australiens Luke Durbridge et Michael Hepburn tous deux membres de l'équipe Jayco-AIS s'engagent également dans la formation. Ils ont été respectivement premier et troisième du championnat du monde du contre-la-montre espoirs et vainqueur tous les deux du championnat du monde de poursuite par équipes.
Le 24 octobre, l'UCI présente une première liste des équipes qui composeront la division World Tour en 2012 et l'équipe GreenEdge Cycling Team fait partie de ces équipes.

### 2012: victoire à Milan-San Remo, pour une première saison réussie
L'Australien Simon Gerrans est le leader de l'équipe en 2012. L'équipe GreenEDGE fait ses débuts le 1er janvier, dans une classique australienne, la Jayco Bay Cycling Classic, en préparation de la première course de l'UCI World Tour, le Tour Down Under. La semaine suivante Simon Gerrans remporte les championnats nationaux australiens, où il est l'un des 16 coureurs GreenEDGE inscrits sur la course. Luke Durbridge gagne le titre du contre-la-montre devant Cameron Meyer, son coéquipier de GreenEDGE. À la fin du mois de janvier, Gerrans remporte le Tour Down Under. Il s'agit de la première victoire de GreenEDGE dès sa première épreuve World Tour. L'équipe obtient sa première victoire en Europe lors du contre-la-montre par équipes de Tirreno-Adriatico. GreenEDGE gagne son premier monument quand, encore une fois, Simon Gerrans s'impose sur Milan-San Remo dans un sprint en petit comité. Il récidive lors du Grand Prix du Québec en septembre. En plus des victoires de Gerrans, Michael Albasini remporte le Tour de Catalogne et une étape du Tour de Suisse. Les autres victoires notables sont les succès d'étapes de Daryl Impey (sur le Tour du Pays basque), Luke Durbridge (Critérium du Dauphiné), Svein Tuft (Eneco Tour) et Aidis Kruopis (Tour de Pologne).
Sur les grands tours, l'équipe remporte des victoires d'étape au Tour d'Italie et au Tour d'Espagne avec Matthew Goss et Simon Clarke.
Au total, elle obtient 33 victoires officielles tout au long de l'année, dont 15 sur l'UCI World Tour et le reste dans les circuits continentaux (essentiellement européens) et les championnats nationaux. C'est la quatrième équipe par le nombre de victoires sur la saison, juste derrière le Team Sky, Omega Pharma-Quick Step et Liquigas-Cannondale. À l'UCI World Tour, elle occupe la sixième position du classement par équipes et Simon Gerrans termine à la même place du classement l'individuel.

### 2013: premier maillot jaune

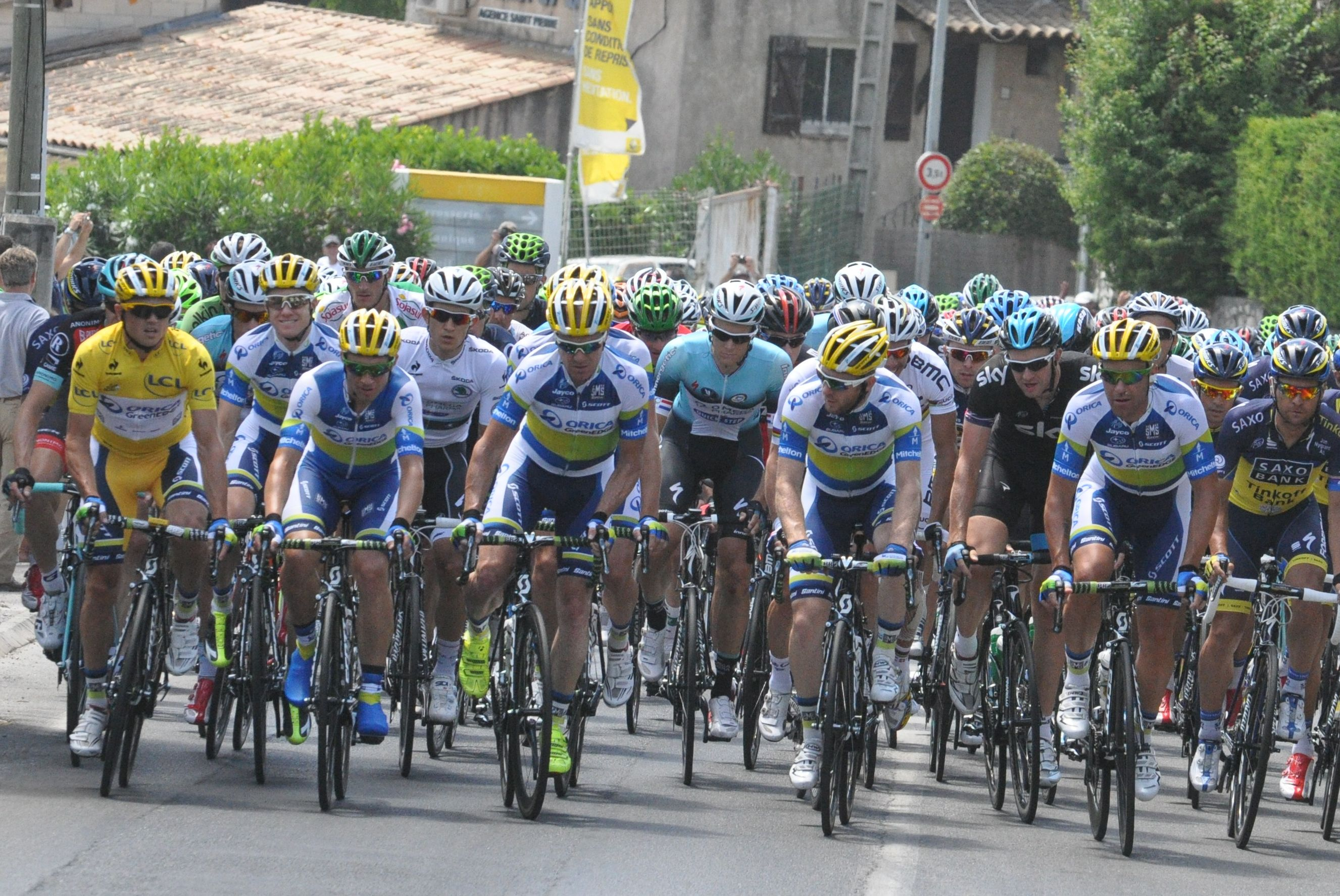
Orica-GreenEDGE emmenant le peloton lors de la 5e étape du Tour de France 2013, avec Gerrans en jaune.

Pour la saison 2013, l'effectif de la saison précédente est maintenu, à l'exception de l'arrivée du prometteur Michael Matthews, en provenance de Rabobank.
Les premiers succès de l'équipe ont lieu début janvier avec Luke Durbridge, couronné champion d'Australie, sur la course en ligne et le contre-la-montre. À la fin du mois de janvier Svein Tuft gagne une étape du Tour de San Luis et Simon Gerrans une étape du Tour Down Under. En mars-avril, elle gagne une étape sur toutes les courses World Tour, que ce soit sur Paris-Nice, Tirreno-Adriatico, le Tour de Catalogne et le Tour du Pays basque. Lors des classiques du printemps, la meilleure performance est la troisième place de Simon Gerrans sur l'Amstel Gold Race. Après un Tour d'Italie décevant, les coureurs d'Orica-GreenEDGE retrouvent la victoire avec Cameron Meyer sur la première étape du Tour de Suisse.
Dans la première semaine du Tour de France, Gerrans remporte la troisième étape et le lendemain, Orica-GreenEDGE gagne le contre-la-montre par équipes à Nice pour une seconde. Gerrans devient le maillot jaune, marquant un événement historique pour l'équipe australienne, où Daryl Impey et Michael Albasini sont deuxième et troisième dans le même temps. Lors de la sixième étape avec arrivée à Montpellier, Gerrans cède le maillot de leader à Daryl Impey. Le Sud-Africain tient la tête deux jours de plus, jusqu'à la première étape de montagne dans laquelle il perd définitivement le maillot.
En août, Pieter Weening remporte le Tour de Pologne et plus tard Michael Matthews s'adjuge deux étapes du Tour d'Espagne, dont la dernière à Madrid.
Le projet d'évoluer petit à petit, dans la perspective de gagner des courses par étapes et des étapes de montagne, commence à prendre forme en août 2013, avec la signature du champion d'Italie Ivan Santaromita pour 2014. Quelques jours plus tard, le grimpeur colombien Esteban Chaves est également recruté.

### 2014: victoire à Liège et premier maillot rose
L'équipe commence l'année 2014 avec succès, grâce à Simon Gerrans vainqueur à nouveau du Tour Down Under. En plus de Chaves, l'équipe recrute les jumeaux britanniques Simon et Adam Yates. Ce dernier termine onzième et meilleur jeune du Tour de San Luis, sa première course professionnelle. Toujours en début d'année, Simon Clarke gagne le Herald Sun Tour. Au printemps, l'équipe obtient des victoires d'étapes sur le Tour du Pays basque et le Tour de Romandie. Lors du Tour de Turquie, Adam Yates remporte le classement général, sa première course par étapes.
Lors des classiques ardennaises, l'équipe Orica-GreenEDGE gagne son deuxième monument grâce à Simon Gerrans titré sur Liège-Bastogne-Liège. Au Tour d'Italie, elle remporte la première étape, un contre-la-montre par équipes, ce qui permet à Svein Tuft de porter le maillot rose de leader. Lors de la deuxième étape, Michael Matthews récupère le maillot pendant six jours. Matthews s'adjuge la victoire dans l'étape 6 au Montecassino, tandis que Pieter Weening obtient une victoire surprise dans Sestola sur la neuvième étape. De même, sur le Tour d'Espagne, Matthews remporte la 3e étape et est leader du général pendant une journée.
En septembre, Gerrans réalise le doublé sur les classiques canadiennes en remportant le Grand Prix cycliste de Québec, suivi deux jours après le Grand Prix cycliste de Montréal. Aux championnats du monde, l'équipe devient vice-championne du monde du contre-la-montre par équipes et Gerrans est vice-champion du monde sur route. Il termine à la troisième place du classement final de l'UCI World Tour.

### 2015: arrivée d'une nouvelle génération

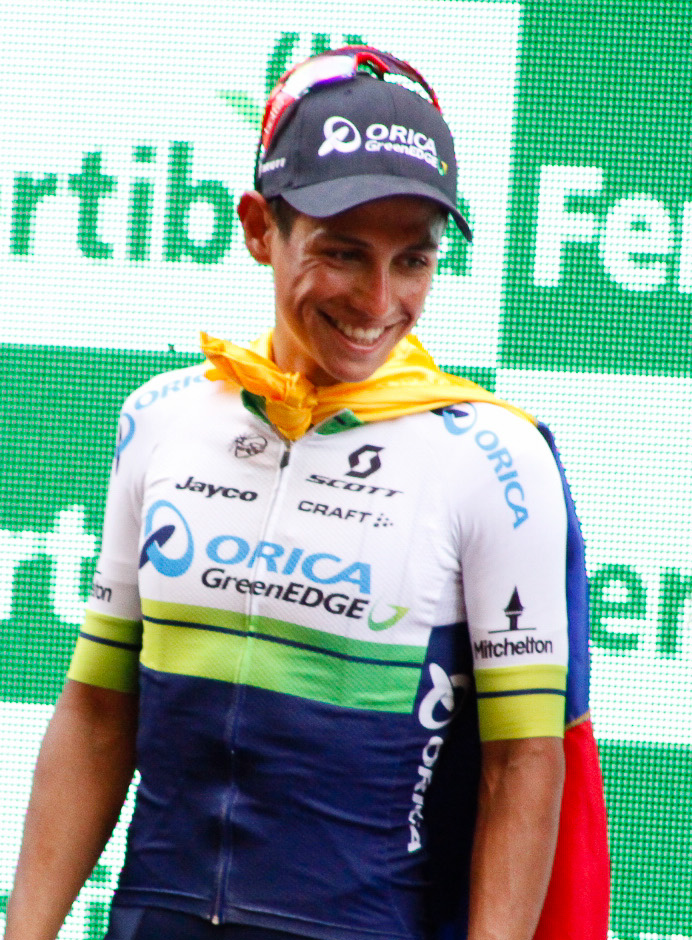
Esteban Chaves lors du Tour d'Espagne 2015.

L'équipe recrute en 2015 le prometteur sprinteur danois Magnus Cort Nielsen et surtout le jeune sprinteur australien Caleb Ewan. Ewan se distingue dès février en remportant deux étapes du Herald Sun Tour qui est remportée par son coéquipier Cameron Meyer. En mars-avril, Michael Matthews et Michael Albasini gagnent des étapes sur Paris-Nice, le Tour du Pays basque et le Tour de Romandie. Orica-GreenEDGE gagne le contre-la-montre par équipes du Tour d'Italie, ce qui permet à Simon Gerrans d'être maillot rose. Le lendemain Matthews récupère la tunique, puis gagne la troisième étape. Lors de l'étape suivante, c'est au tour de Simon Clarke de prendre pour un jour la tête du général. En août, Adam Yates s'adjuge la Classique de Saint-Sébastien. Lors du Tour d'Espagne, Esteban Chaves gagne deux étapes, termine cinquième du général et est maillot rouge de leader pendant cinq jours. Caleb Ewan remporte sa première victoire sur un grand tour.

### 2016: victoires sur les Monuments, podiums sur les grands tours
L'équipe réalise en 2016 sa meilleure saison. En janvier, Simon Gerrans remporte son quatrième Tour Down Under. En février, l'équipe se retire du Mouvement pour un cyclisme crédible. En avril, Mathew Hayman réalise la course de sa vie et s'adjuge Paris-Roubaix, devant le quadruple vainqueur de l'épreuve Tom Boonen.
En juin de la même année, Orica annonce mettre un terme au sponsoring de l'équipe à l'issue de la saison 2017. En juillet, l'équipe change de nom et devient Orica-BikeExchange. Fin août, Caleb Ewan profite du déclassement pour sprint irrégulier de Nacer Bouhanni pour remporter l'EuroEyes Cyclassics.
Sur les grands tours, l'équipe réalise une saison quasi parfaite : deux podiums finaux d'Esteban Chaves (3e du Giro et 2e de la Vuelta), 6 victoires d'étapes (une sur le Giro et le Tour, quatre sur la Vuelta) et le classement du meilleur jeune du Tour pour Adam Yates, surprenant quatrième de l'épreuve. En fin d'année, Chaves met un terme à la saison de l'équipe en gagnant le Tour de Lombardie, le deuxième Monument de l'équipe en 2016.
Le 12 décembre 2016, Scott est annoncé comme co-sponsor pour la saison 2017.

### 2017-2020: les années fastes
En 2017, l'équipe change de nom et devient Orica-Scott : la société de vélo suisse Scott est le sponsor officiel de l'équipe depuis sa création. Son engagement croissant pour le cyclisme a permis aux équipes masculines et féminines de partager le même nom pour la première fois de son histoire. Le grimpeur Roman Kreuziger est recruté, tandis que le polyvalent Michael Matthews quitte l'équipe. La saison est moins victorieuse que 2016, même si l'équipe remporte 30 victoires, dont 13 sur le circuit World Tour. Simon Yates succède à son frère en étant le meilleur jeune du Tour de France. Il est également deuxième du Tour de Romandie. Caleb Ewan obtient 10 victoires, dont une étape du Tour d'Italie, la seule victoire de l'équipe sur un grand tour.

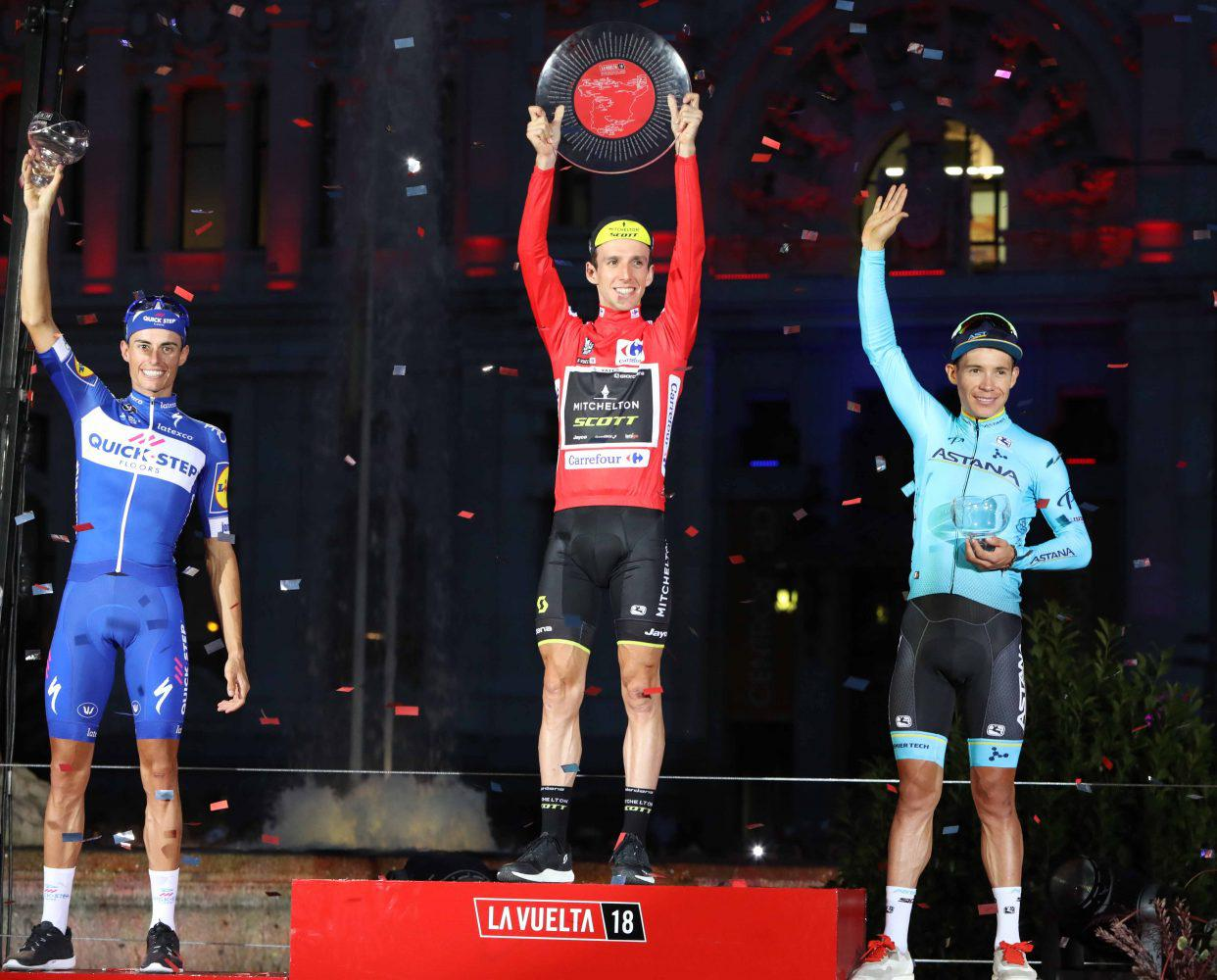
Simon Yates vainqueur du Tour d'Espagne 2018.

En 2018, elle devient l'équipe Mitchelton-Scott. Mitchelton-Scott réalise l'une de ses meilleures saisons depuis sa création en 2012. Avec 38 victoires, elle bat son record de la saison 2014 (35 victoires) et elle égale son meilleur classement à l'UCI World Tour, avec une cinquième place comme en 2012 et 2014. Après avoir été victime d’une terrible défaillance en fin de Tour d'Italie alors qu'il porte le maillot rose, Simon Yates apporte à l'équipe son premier succès sur un grand tour en gagnant le Tour d'Espagne. Il est également deuxième de Paris-Nice en gagnant l'étape reine mais en perdant le classement général le dernier jour, deuxième du Tour de Pologne et quatrième du Tour de Catalogne, ce qui lui permet de terminer à la première place du classement individuel de l'UCI World Tour, ce qui est également une première pour l'équipe. Son frère Adam se classe deuxième du Critérium du Dauphiné, où il remporte la dernière étape, mais échoue sur le Tour de France. De son côté Daryl Impey gagne le Tour Down Under, alors que Caleb Ewan est deuxième de Milan-San Remo, mais quitte l'équipe à l'issue de la saison, tout comme Roman Kreuziger, deuxième de l'Amstel Gold Race et quatrième de la Flèche wallonne.
Lors de la saison 2019, Mitchelton-Scott obtient 35 succès, dont 13 sur le World Tour. La formation se classe huitième du classement mondial. Si ses coureurs remportent quatre étapes sur le Tour de France et une sur le Tour d'Italie, son leader Simon Yates (double vainqueur d'étape sur le Tour) est seulement huitième du général sur le Giro. Son frère Adam déçoit également sur les grands tours (29e du Tour), mais parvient à décrocher cinq victoires tout au long de la saison et obtient le meilleur résultat de l'équipe sur une classique « Monument » avec sa quatrième place sur Liège-Bastogne-Liège. Jack Haig confirme ses qualités en se classant dans le top 10 de Paris-Nice (4e) et du Tour de Lombardie (6e), alors que Daryl Impey gagne pour la deuxième année consécutive le Tour Down Under et remporte une étape du Tour. De son côté, Matteo Trentin remporte six courses (dont une étape du Tour) et termine deuxième des mondiaux, battu dans les derniers mètres par Mads Pedersen. Il quitte l'équipe à l'issue de la saison.
En 2020, l'équipe est classée 11e mondiale et comptabilise 16 victoires, dont 5 décrochées en World Tour. Simon Yates gagne Tirreno-Adriatico et se classe troisième du Tour de Pologne, mais, souffrant des symptômes de la Covid-19, il doit abandonner le Tour d'Italie comme le reste de l'équipe un peu plus tard. Adam Yates remporte le Tour des Émirats arabes unis et se classe neuvième du Tour de France où il porte le maillot jaune pendant quatre jours. Si Mikel Nieve et Esteban Chaves déçoivent, Luka Mezgec termine deuxième de la Bretagne Classic et sur deux étapes du Tour, tandis que Dion Smith remporte la Coppa Sabatini et se classe sixième de Milan-San Remo.

### Depuis 2021: des résultats en baisse

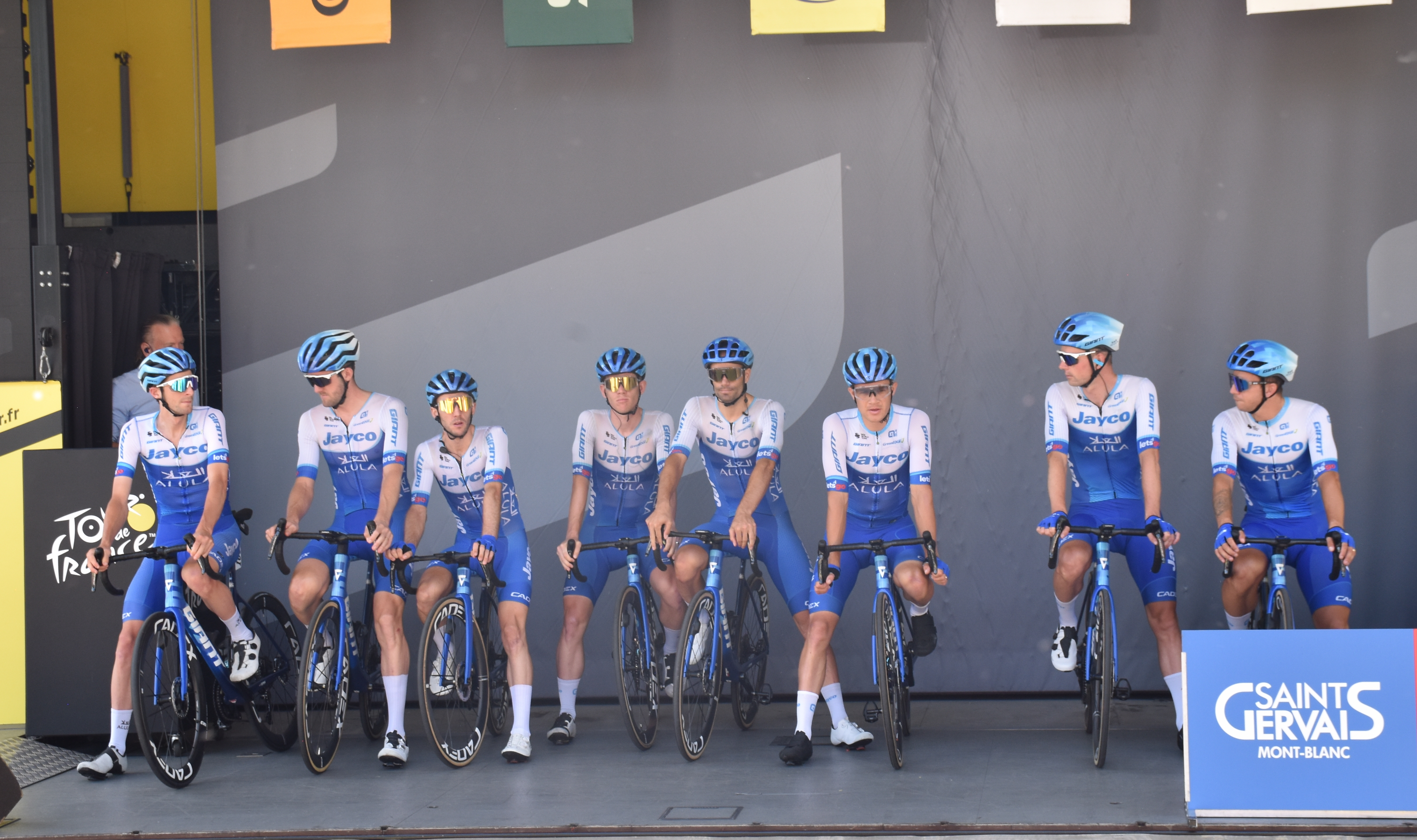
L'équipe Jayco Alula au départ de la 17e étape du Tour de France 2023.

L'intersaison 2020-2021 voit les départs notables d'Adam Yates, Jack Haig et Daryl Impey, alors que Michael Matthews fait son retour dans l'équipe qui est renommée 	
Team BikeExchange. Cette saison 2021 est la plus mauvaise depuis la création de l'équipe, avec seulement neuf victoires, dont deux au niveau WorldTour et une 19e place au classement UCI. Simon Yates s'impose comme le leader unique de la formation. Vainqueur du Tour des Alpes, il gagne également une étape et termine troisième du Tour d'Italie, tout en décrochant plusieurs tops 10 sur les courses par étapes. Matthews a passé toute la saison sans obtenir de victoire et doit se contenter de multiples places d'honneurs sur les étapes de grands tours et les classiques. Le grimpeur Lucas Hamilton se signale en terminant quatrième de Paris-Nice, tandis qu'Esteban Chaves est notamment 13e du Tour de France.
En 2022, le sprinteur Dylan Groenewegen est recruté, alors qu'Esteban Chaves et Mikel Nieve s'en vont. La formation australienne connait une saison meilleure que la précédente avec 22 succès et une 16e place au classement UCI. Les coureurs ont particulièrement brillé sur les grands tours avec trois victoires sur le Tour d'Italie, deux sur le Tour de France et une sur le Tour d'Espagne. Simon Yates termine deuxième de Paris-Nice et remporte huit courses, dont deux étapes du Giro. Michael Matthews continue à se montrer régulier. Il gagne sur le Tour et termine notamment deuxième du Grand Prix de Québec, troisième des mondiaux et quatrième de Milan-San Remo. Dylan Groenewegen décroche sept succès, dont une étape du Tour, alors que l'autre sprinteur Kaden Groves gagne sur la Vuelta. Matteo Sobrero gagne le contre-la-montre final du Giro et prend la quatrième place du Tour de Pologne.
En janvier 2023, l'équipe est renommée Team Jayco AlUla. Elle termine 13e du classement mondial, avec 17 succès, dont 4 sur le World Tour. Simon Yates est deuxième du Tour Down Under, ainsi que quatrième du Tour de France et de Paris-Nice. Le sprinteur Dylan Groenewegen gagne six courses. Filippo Zana et Michael Matthews remportent une étape du Tour d'Italie et ce dernier est aussi troisième du Grand Prix de Québec. De son côtés, Eddie Dunbar se classe septième du Giro.
Lors de la saison 2024, la formation australienne fait revenir son sprinteur Caleb Ewan, en difficulté depuis plusieurs mois. Si l'équipe décroche 25 succès, elle doit attendre le 4 juillet et la victoire de Dylan Groenewegen sur une étape du Tour de France pour remporter un succès sur le World Tour. Eddie Dunbar gagne deux étapes du Tour d'Espagne, tandis que Michael Matthews remporte le Grand Prix de Québec et termine deuxième de Milan-San Remo. Cela faisait huit ans que l'équipe n'avait pas gagné une classique de niveau World Tour. Après une saison décevante, Ewan quitte l'équipe, tout comme Simon Yates qui est remplacé par Ben O'Connor pour viser les classements généraux.

## L'équipe et le dopage
Directeur sportif de l'équipe depuis son lancement en 2012, Matthew White démissionne de son poste au mois d'octobre après avoir avoué s'être dopé lors de son passage dans l'équipe US Postal. Ses révélations interviennent quelques jours après la révélation publique du rapport de l'USADA traitant du dopage dans cette équipe dans le cadre de son enquête sur Lance Armstrong. Il revient à la direction de l'équipe Orica en juin 2013.
Daryl Impey est provisoirement suspendu par son équipe à partir du 2 juillet 2014 à la suite d'un contrôle positif au probénécide datant du 6 février 2014 lors du championnat d'Afrique du Sud du contre-la-montre qu'il a remporté. Ayant prouvé que l'ingestion de ce produit n'était pas intentionnelle, il est blanchi à la fin du mois d'août et peut reprendre la compétition.
Simon Yates est contrôlé positif à la terbutaline à l'issue de Paris-Nice 2016 qu'il termine septième. Selon son équipe, ce contrôle résulte d'une erreur administrative du médecin prescripteur qui n'aurait pas signifié d'exemption thérapeutique pour la prise de ce produit par le coureur. Dans un premier temps, l'Union cycliste internationale ne le suspend pas provisoirement en se basant sur le règlement concernant un contrôle sur cette substance. Le 17 juin 2016, il est finalement suspendu quatre mois jusqu'au 17 juillet 2016 pour « dopage non-intentionnel » et ses résultats depuis son contrôle sont annulés.
Le 1er août 2023, l'ancien coureur de l'équipe Robert Stannard est provisoirement suspendu par l'Union cycliste internationale pour « usage de méthodes et/ou de substances interdites » en 2018 et 2019, période pendant laquelle il courait pour l'équipe australienne. Le 4 juin 2024, il est suspendu pour une durée de quatre ans avec effet rétroactif.

## Classements UCI
Depuis sa première année en 2012, l'équipe est classée dans le classement UCI World Tour.
| UCI World Tour | UCI World Tour         | UCI World Tour                            | UCI World Tour |
| Année          | Classement par équipes | Meilleur coureur au classement individuel |                |
| -------------- | ---------------------- | ----------------------------------------- | -------------- |
| 2012           | 6e                     | Simon Gerrans (6e)                        |                |
| 2013           | 13e                    | Pieter Weening (25e)                      |                |
| 2014           | 5e                     | Simon Gerrans (3e)                        |                |
| 2015           | 8e                     | Michael Matthews (20e)                    |                |
| 2016           | 5e                     | Esteban Chaves (9e)                       |                |
| 2017           | 7e                     | Simon Yates (33e)                         |                |
| 2018           | 5e                     | Simon Yates (1er)                         |                |
|                |                        |                                           |                |
| Source : UCI   |                        |                                           |                |

En 2016, le Classement mondial UCI qui prend en compte toutes les épreuves UCI est mis en place parallèlement à l'UCI World Tour et aux circuits continentaux. Il remplace définitivement l'UCI World Tour en 2019.
| Classement mondial | Classement mondial     | Classement mondial                        | Classement mondial |
| Année              | Classement par équipes | Meilleur coureur au classement individuel |                    |
| ------------------ | ---------------------- | ----------------------------------------- | ------------------ |
| 2016               | -                      | Esteban Chaves (10e)                      |                    |
| 2017               | -                      | Michael Albasini (31e)                    |                    |
| 2018               | -                      | Simon Yates (2e)                          |                    |
| 2019               | 8e                     | Adam Yates (18e)                          |                    |
| 2020               | 11e                    | Simon Yates (27e)                         |                    |
| 2021               | 19e                    | Simon Yates (36e)                         |                    |
| 2022               | 16e                    | Michael Matthews (11e)                    |                    |
| 2023               | 13e                    | Simon Yates (11e)                         |                    |
| 2024               | 14e                    | Michael Matthews (30e)                    |                    |
|                    |                        |                                           |                    |
| Source : UCI       |                        |                                           |                    |

Les coureurs sont également classés dans les circuits continentaux à partir de 2016.
UCI Africa Tour
| UCI Africa Tour | UCI Africa Tour        | UCI Africa Tour                           | UCI Africa Tour |
| Année           | Classement par équipes | Meilleur coureur au classement individuel |                 |
| --------------- | ---------------------- | ----------------------------------------- | --------------- |
| 2016            | -                      | Daryl Impey (58e)                         |                 |
| 2017            | -                      | Daryl Impey (84e)                         |                 |
| 2018            | -                      | Daryl Impey (10e)                         |                 |
| 2019            | -                      | Daryl Impey (1er)                         |                 |
| 2020            | -                      | Daryl Impey (1er)                         |                 |
| 2021            | -                      | Tsgabu Grmay (12e)                        |                 |
| 2022            | -                      | Tsgabu Grmay (114e)                       |                 |
| 2023            | -                      | Hagos Welay Berhe (31e)                   |                 |
| 2024            | -                      | Hagos Welay Berhe (40e)                   |                 |
|                 |                        |                                           |                 |
| Source : UCI    |                        |                                           |                 |

UCI America Tour
| UCI America Tour | UCI America Tour       | UCI America Tour                          | UCI America Tour |
| Année            | Classement par équipes | Meilleur coureur au classement individuel |                  |
| ---------------- | ---------------------- | ----------------------------------------- | ---------------- |
| 2016             | -                      | Adam Yates (130e)                         |                  |
| 2017             | -                      | Svein Tuft (139e)                         |                  |
| 2018             | -                      | Jack Haig (18e)                           |                  |
| 2019             | -                      | Esteban Chaves (24e)                      |                  |
| 2020             | -                      | Esteban Chaves (12e)                      |                  |
| 2021             | -                      | Esteban Chaves (8e)                       |                  |
| 2022             | -                      | Lawson Craddock (59e)                     |                  |
| 2023             | -                      | Jesús David Peña (29e)                    |                  |
| 2024             | -                      | Jesús David Peña (95e)                    |                  |
|                  |                        |                                           |                  |
| Source : UCI     |                        |                                           |                  |

UCI Asia Tour
| UCI Asia Tour | UCI Asia Tour          | UCI Asia Tour                             | UCI Asia Tour |
| Année         | Classement par équipes | Meilleur coureur au classement individuel |               |
| ------------- | ---------------------- | ----------------------------------------- | ------------- |
| 2016          | -                      | Cheung King-lok (7e)                      |               |
| 2017          | -                      | Mitchell Docker (134e)                    |               |
| 2018          | -                      | Robert Power (18e)                        |               |
| 2020          | -                      | Andrey Zeits (48e)                        |               |
| 2021          | -                      | Andrey Zeits (21e)                        |               |
|               |                        |                                           |               |
| Source : UCI  |                        |                                           |               |

UCI Europe Tour
| UCI Europe Tour | UCI Europe Tour        | UCI Europe Tour                           | UCI Europe Tour |
| Année           | Classement par équipes | Meilleur coureur au classement individuel |                 |
| --------------- | ---------------------- | ----------------------------------------- | --------------- |
| 2016            | -                      | Magnus Cort Nielsen (52e)                 |                 |
| 2017            | -                      | Michael Albasini (36e)                    |                 |
| 2018            | -                      | Matteo Trentin (73e)                      |                 |
| 2019            | -                      | Adam Yates (17e)                          |                 |
| 2020            | -                      | Simon Yates (23e)                         |                 |
| 2021            | -                      | Simon Yates (32e)                         |                 |
| 2022            | -                      | Dylan Groenewegen (30e)                   |                 |
| 2023            | -                      | Simon Yates (11e)                         |                 |
| 2024            | -                      | Dylan Groenewegen (40e)                   |                 |
|                 |                        |                                           |                 |
| Source : UCI    |                        |                                           |                 |

UCI Oceania Tour
| UCI Oceania Tour | UCI Oceania Tour       | UCI Oceania Tour                          | UCI Oceania Tour |
| Année            | Classement par équipes | Meilleur coureur au classement individuel |                  |
| ---------------- | ---------------------- | ----------------------------------------- | ---------------- |
| 2016             | -                      | Simon Gerrans (12e)                       |                  |
| 2017             | -                      | Damien Howson (5e)                        |                  |
| 2018             | -                      | Esteban Chaves (6e)                       |                  |
| 2019             | -                      | Jack Haig (3e)                            |                  |
| 2020             | -                      | Dion Smith (7e)                           |                  |
| 2021             | -                      | Michael Matthews (4e)                     |                  |
| 2022             | -                      | Michael Matthews (1er)                    |                  |
| 2023             | -                      | Michael Matthews (3e)                     |                  |
| 2024             | -                      | Michael Matthews (2e)                     |                  |
|                  |                        |                                           |                  |
| Source : UCI     |                        |                                           |                  |

## Principales victoires

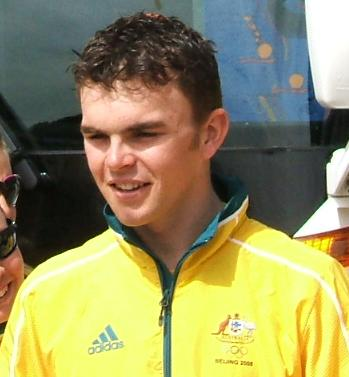
L'Australien Jack Bobridge rejoint l'équipe lors de sa création en 2012.

### Compétitions internationales
- Championnats du monde sur piste : 1
  - Course aux points : 2018 (Cameron Meyer)

- Championnats d'Afrique sur route : 2
  - Contre-la-montre : 2012 et 2013 (Daniel Teklehaimanot)

- Championnats d'Océanie sur route : 3
  - Course en ligne : 2013 (Cameron Meyer) et 2014 (Luke Durbridge)
  - Contre-la-montre : 2015 (Michael Hepburn)

### Courses d'un jour
Ci-dessous la liste des victoires obtenues sur les classiques de niveau World Tour ou équivalent (en gras les classiques « Monuments ») :
- Milan-San Remo : 2012 (Simon Gerrans)
- Grand Prix cycliste de Québec : 2012, 2014 (Simon Gerrans) et 2024 (Michael Matthews)
- Liège-Bastogne-Liège : 2014 (Simon Gerrans)
- Grand Prix cycliste de Montréal : 2014 (Simon Gerrans)
- Classique de Saint-Sébastien : 2015 (Adam Yates)
- Paris-Roubaix : 2016 (Mathew Hayman)
- EuroEyes Cyclassics : 2016 (Caleb Ewan)
- Tour de Lombardie : 2016 (Esteban Chaves)

Ci-dessous la liste des victoires obtenues sur les autres courses d'un jour :
- Duo Normand : 2012, 2013 et 2016 (Luke Durbridge et Svein Tuft)
- Trofeo Campos : 2013 (Leigh Howard)
- Trofeo Platja de Muro : 2013 (Leigh Howard)
- Grand Prix du canton d'Argovie : 2013 (Michael Albasini)
- Prueba Villafranca de Ordizia : 2013 (Daniel Teklehaimanot), 2016, 2022 (Simon Yates) et 2018 (Robert Power)
- Tour de la Rioja : 2014, 2016 (Michael Matthews) et 2015 (Caleb Ewan)
- Grand Prix de l'industrie et de l'artisanat de Larciano : 2014 et 2017 (Adam Yates)
- Tour de Toscane : 2014 (Pieter Weening)
- Trois vallées varésines : 2014 (Michael Albasini)
- Tour d'Émilie : 2016 (Esteban Chaves)
- Clásica de Almería : 2017 (Magnus Cort Nielsen) et 2018 (Caleb Ewan)
- Grand Prix Miguel Indurain : 2017 (Simon Yates)
- Veenendaal-Veenendaal Classic : 2017 (Luka Mezgec), 2022 et 2023 (Dylan Groenewegen)
- Pro Ötztaler 5500 : 2017 (Roman Kreuziger)
- Coppa Sabatini : 2020 (Dion Smith)
- Tour de Castille-et-León : 2022[54] (Simon Yates) et 2024 (Caleb Ewan)
- Per sempre Alfredo : 2023 (Felix Engelhardt)
- Hong Kong Challenge : 2023 (Lukas Pöstlberger)
- Grand Prix de Valence : 2024 (Dylan Groenewegen)
- Route de la Céramique-Grand Prix Castellón : 2024 (Michael Matthews)
- Tour du Limbourg : 2024 (Dylan Groenewegen)
- Tour de Slovaquie : 2024 (Mauro Schmid)
- Circuit du Houtland : 2024 (Max Walscheid)

### Courses par étapes
Ci-dessous la liste des victoires obtenues sur les courses par étapes (en gras les courses de niveau World Tour ou équivalent) :
- Tour Down Under : 2012, 2014, 2016 (Simon Gerrans), 2018 et 2019 (Daryl Impey)
- Tour de Catalogne : 2012 (Michael Albasini)
- Tour du Poitou-Charentes : 2012 (Luke Durbridge)
- Tour de Pologne : 2013 (Pieter Weening)
- Herald Sun Tour : 2014 (Simon Clarke), 2015 (Cameron Meyer), 2017 (Damien Howson) et 2018 (Esteban Chaves)
- Tour de Turquie : 2014 (Adam Yates)
- Tour d'Alberta : 2014 (Daryl Impey)
- Tour de Corée : 2015 (Caleb Ewan)
- Tour d'Abou Dabi : 2015 (Esteban Chaves)
- Tour des Fjords : 2018 (Michael Albasini)
- Tour de République tchèque : 2019 (Daryl Impey) et 2020 (Damien Howson)
- Tour de Croatie : 2019 (Adam Yates)
- Tour des Émirats arabes unis : 2020 (Adam Yates)
- Tirreno-Adriatico : 2020 (Simon Yates)
- Tour des Alpes : 2021 (Simon Yates)
- Tour de Hongrie : 2021 (Damien Howson)
- Tour de Slovénie : 2023 (Filippo Zana)
- AlUla Tour : 2024 (Simon Yates)

### Championnats nationaux

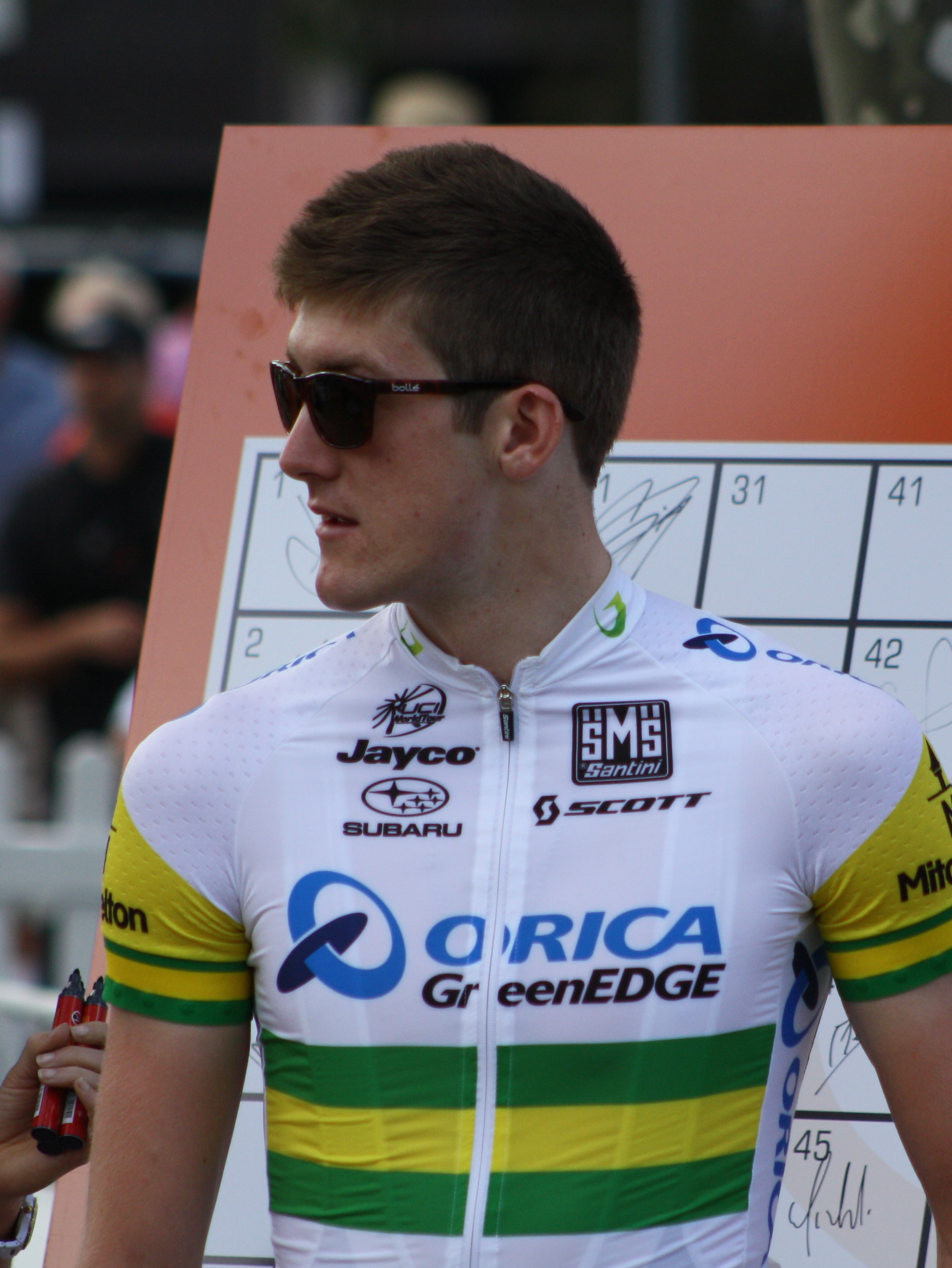
Luke Durbridge vêtu du maillot de champion d'Australie lors du Tour Down Under 2013.

- Championnats d'Afrique du Sud sur route : 10
  - Course en ligne : 2018 et 2019 (Daryl Impey)
  - Contre-la-montre : 2013, 2014, 2015, 2016, 2017, 2018, 2019 et 2020 (Daryl Impey)
- Championnats d'Australie sur route : 19
  - Course en ligne : 2012 et 2014 (Simon Gerrans), 2013 et 2025 (Luke Durbridge), 2018 (Alexander Edmondson), 2020, 2021 (Cameron Meyer), 2024 (Luke Plapp)
  - Contre-la-montre : 2012, 2013, 2019, 2020 (Luke Durbridge), 2014 (Michael Hepburn), 2024 et 2025 (Luke Plapp)
  - Critérium : 2016, 2017 (Caleb Ewan), 2021 (Kaden Groves) et 2023 (Kelland O'Brien)
- Championnats du Canada sur route : 4
  - Course en ligne : 2014 (Svein Tuft)
  - Contre-la-montre : 2012, 2014 et 2017 (Svein Tuft)
- Championnats d'Érythrée sur route : 2
  - Course en ligne : 2012 (Daniel Teklehaimanot)
  - Contre-la-montre : 2012 (Daniel Teklehaimanot)
- Championnats des États-Unis sur route : 1
  - Contre-la-montre : 2022 (Lawson Craddock)
- Championnats d'Éthiopie sur route : 1
  - Contre-la-montre : 2023 (Tsgabu Grmay)
- Championnats d'Irlande sur route : 1
  - Contre-la-montre : 2024 (Eddie Dunbar)
- Championnats de Hong Kong sur route : 2
  - Course en ligne : 2016 (Cheung King Lok)
  - Contre-la-montre : 2016 (Cheung King Lok)
- Championnats de Hongrie sur route : 1
  - Contre-la-montre : 2020 (Barnabás Peák)
- Championnats de Lituanie sur route : 1
  - Course en ligne : 2013 (Tomas Vaitkus)
- Championnats des Pays-Bas sur route : 1
  - Course en ligne : 2024 (Dylan Groenewegen)
- Championnats de Slovénie sur route : 1
  - Course en ligne : 2017 (Luka Mezgec)
- Championnats de Suisse sur route : 1
  - Course en ligne : 2024 (Mauro Schmid)

- Championnats de Slovénie de cyclo-cross : 1
  - Course en ligne : 2017 (Luka Mezgec)
- Championnats de Slovénie de VTT : 1
  - Course en ligne : 2017 (Luka Mezgec)

## Bilan sur les grands tours
- Tour de France

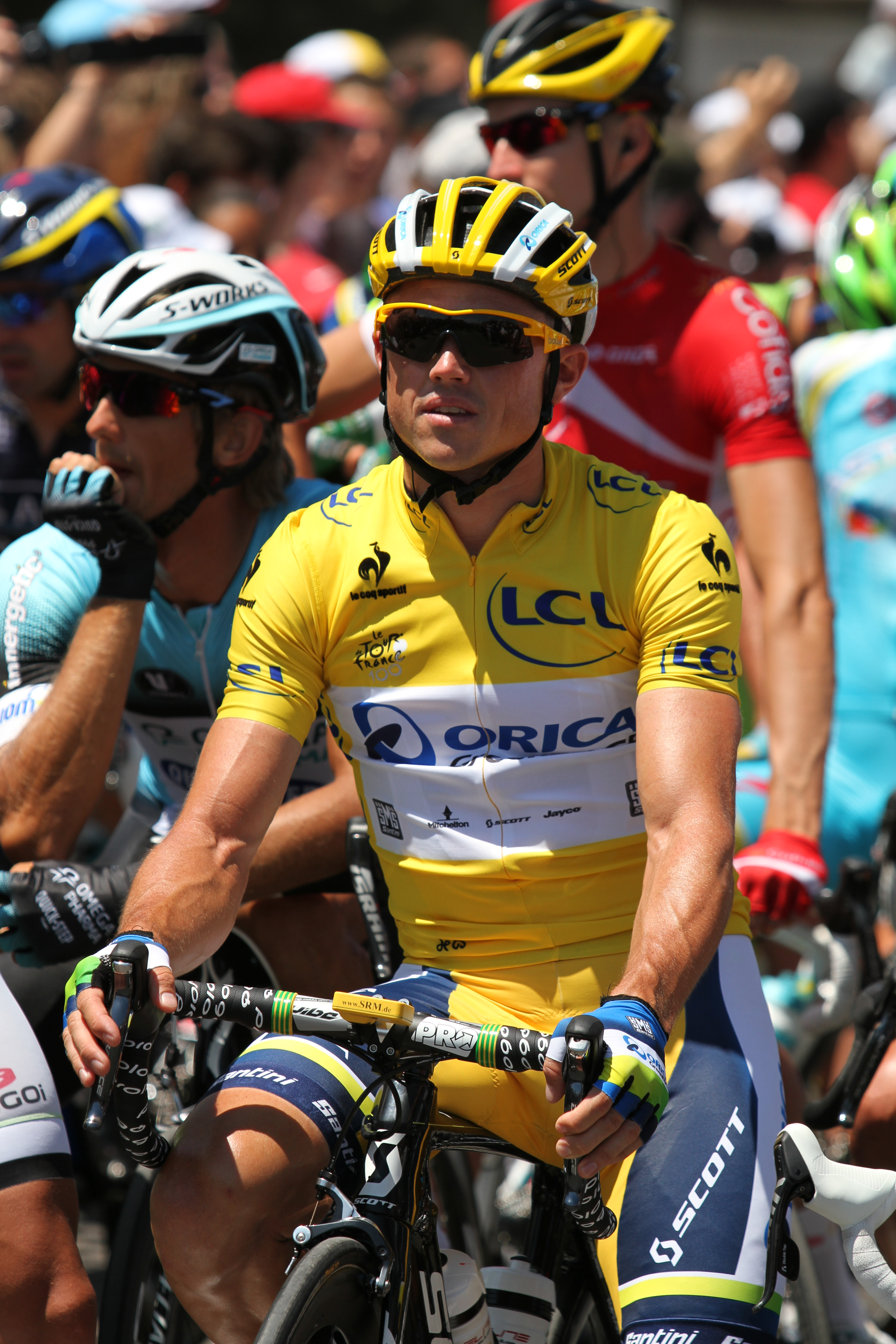
Simon Gerrans, porteur du maillot jaune durant le Tour de France 2013.

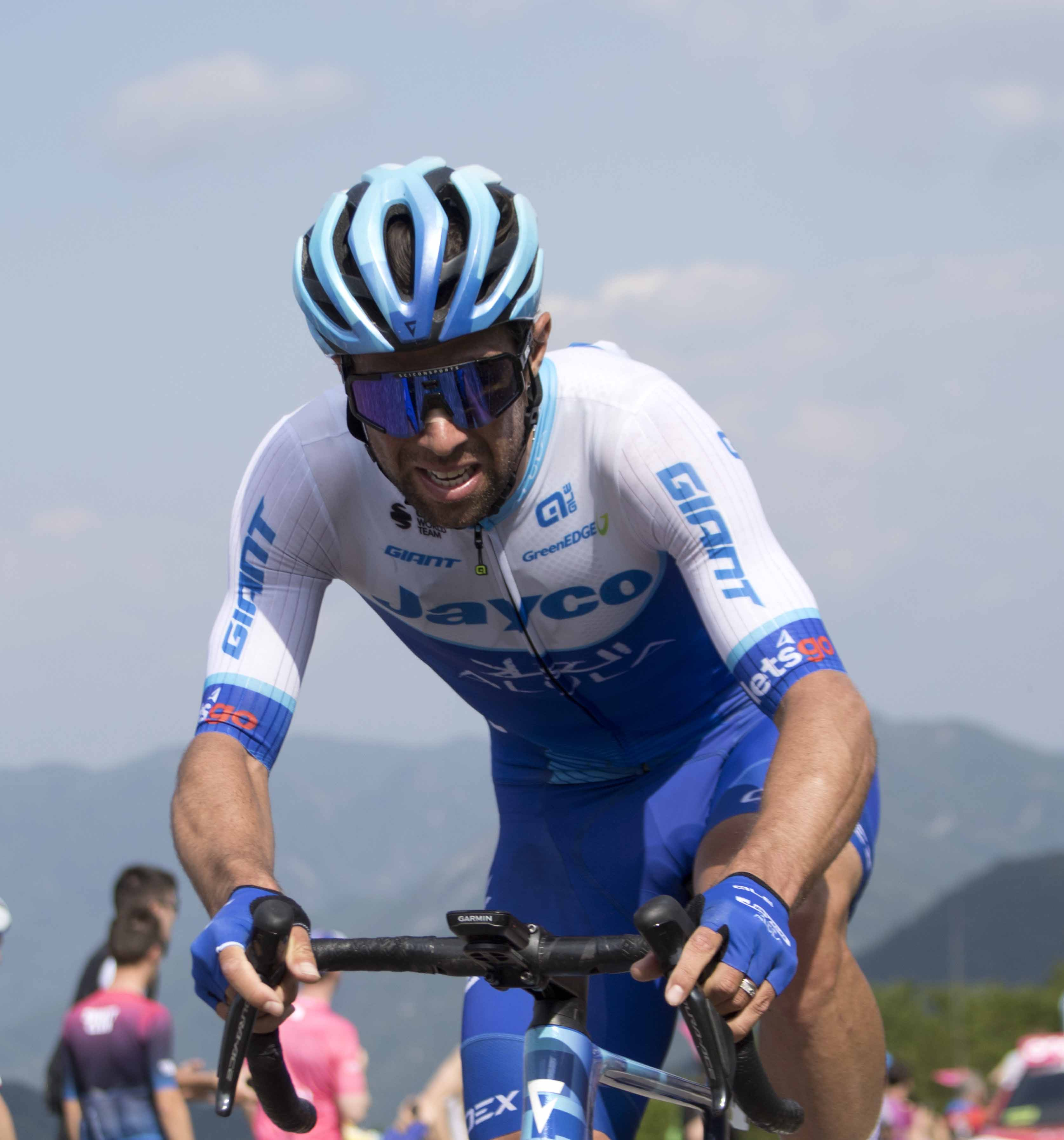
Michael Matthews lors du Tour d'Italie 2023.

  - 13 participations (2012, 2013, 2014, 2015, 2016, 2017, 2018, 2019, 2020, 2021, 2022, 2023, 2024)
  - 10 victoires d'étapes :
    - 2 en 2013 : Simon Gerrans et contre-la-montre par équipes
    - 1 en 2016 : Michael Matthews
    - 4 en 2019 : Daryl Impey, Simon Yates (2), Matteo Trentin
    - 2 en 2022 : Dylan Groenewegen, Michael Matthews
    - 1 en 2024 : Dylan Groenewegen

  - Meilleur classement : 4e  en 2016 (Adam Yates) et 2023 (Simon Yates)
  - 2 classements annexes :
    -  Meilleur jeune : 2016 (Adam Yates) et 2017 (Simon Yates)

- Tour d'Italie
  - 14 participations (2012, 2013, 2014, 2015, 2016, 2017, 2018, 2019, 2020, 2021, 2022, 2023, 2024, 2025)
  - 20 victoires d'étapes :
    - 1 en 2012 : Matthew Goss
    - 3 en 2014 : contre-la-montre par équipes, Michael Matthews et Pieter Weening
    - 2 en 2015 : contre-la-montre par équipes et Michael Matthews
    - 1 en 2016 : Esteban Chaves
    - 1 en 2017 : Caleb Ewan
    - 5 en 2018 : Esteban Chaves, Simon Yates (3) et Mikel Nieve
    - 1 en 2019 : Esteban Chaves
    - 1 en 2021 : Simon Yates
    - 3 en 2022 : Simon Yates (2), Matteo Sobrero
    - 2 en 2023 : Michael Matthews et Filippo Zana

  - Meilleur classement : 2e pour Esteban Chaves en 2016

- Tour d'Espagne
  - 13 participations (2012, 2013, 2014, 2015, 2016, 2017, 2018, 2019, 2020, 2021, 2022, 2023, 2024)
  - 15 victoires d'étapes :
    - 1 en 2012 : Simon Clarke
    - 2 en 2013 : Michael Matthews
    - 1 en 2014 : Michael Matthews
    - 3 en 2015 : Esteban Chaves (2) et Caleb Ewan
    - 4 en 2016 : Simon Yates, Jens Keukeleire et Magnus Cort Nielsen (2)
    - 1 en 2018 : Simon Yates
    - 1 en 2022 : Kaden Groves
    - 2 en 2024 : Eddie Dunbar (2)

  - 1 victoire finale : 
    -  2018 : Simon Yates

  - 2 classements annexes :
    - Classement de la montagne : 2012 (Simon Clarke)
    - Classement du combiné : 2018 (Simon Yates)

## Principaux coureurs depuis les débuts
Ce tableau présente les résultats obtenus au sein de l'équipe par une sélection de coureurs qui se sont distingués soit par le rôle de leader ou de capitaine de route qui leur a été attribué pendant tout ou partie de leur passage dans l'équipe, leur longévité au sein de celle-ci, soit en remportant une course majeure pour l'équipe, soit encore par leur place dans l'histoire du cyclisme en général. La majorité des coureurs cités se distinguent par plusieurs de ces caractéristiques.
| Nom                     | Naissance | Nationalité     | Arrivée   | Départ    | Résultats |
| ----------------------- | --------- | --------------- | --------- | --------- | --- |
| Matthew Goss            | 1986      | Australie       | 2012      | 2014      | 1 étape du Tour d'Italie (2012) 1 étape de Tirreno-Adriatico (2013) |
| Aidis Kruopis           | 1986      | Lituanie        | 2012      | 2014      | 1 étape du Tour de Pologne (2012) |
| Pieter Weening          | 1981      | Pays-Bas        | 2012      | 2015      | Tour de Pologne (2013) 1 étape du Tour d'Italie (2014) |
| Simon Clarke            | 1986      | Australie       | 2012      | 2015      | Classement de la montagne du Tour d'Espagne (2012) 1 étape du Tour d'Espagne (2012) |
| Simon Gerrans           | 1980      | Australie       | 2012      | 2017      | Tour Down Under (2012, 2014, 2016) Milan SanRemo (2012) Grand Prix de Québec (2012, 2014) Grand Prix de Montréal (2014) Liège-Bastogne-Liège (2014) 4 étapes du Tour Down Under (2013, 2014, 2x 2016) 1 étape du Tour du Pays basque (2013) 1 étape du Tour de Catalogne (2013) 1 étape du Tour de France (2013) 2e de la Cadel Evans Great Ocean Road Race (2017) 2e de la Classique de Saint-Sébastien (2012) 3e de l'Amstel Gold Race (2013, 2014) 3e de la Vattenfall Cyclassics (2014) |
| Jens Keukeleire         | 1988      | Belgique        | 2012      | 2017      | 1 étape du Tour d'Espagne (2016) 2e de Gand-Wevelgem (2017) |
| Magnus Cort Nielsen     | 1993      | Danemark        | 2015      | 2017      | 2 étapes du Tour d'Espagne (2016) |
| Svein Tuft              | 1977      | Canada          | 2012      | 2018      | 1 étape de l'Eneco Tour (2012) |
| Caleb Ewan              | 1994      | Australie       | 2015      | 2018      | EuroEyes Cyclassics (2016) 7 étapes du Tour Down Under (2x 2016, 4x 2017, 2018) 1 étape du Tour d'Espagne (2015) 1 étape du Tour d'Italie (2017) 1 étape du Tour de Pologne (2017) 1 étape du Tour d'Abou Dabi (2017) 2e de Milan-San Remo (2018) |
| Roman Kreuziger         | 1986      | Tchéquie        | 2017      | 2018      | 2e de l'Amstel Gold Race (2018) |
| Mathew Hayman           | 1978      | Australie       | 2014      | 2019      | Paris-Roubaix (2016) |
| Matteo Trentin          | 1989      | Italie          | 2018      | 2019      | 1 étape du Tour du Guangxi (2018) 1 étape du Tour de France (2019) |
| Michael Albasini        | 1980      | Suisse          | 2012      | 2020      | Tour de Catalogne (2012) 7 étapes du Tour de Romandie (3x 2014, 2x 2015, 2016, 2017) 2 étapes du Tour de Catalogne (2012) 1 étape du Tour de Suisse (2012) 1 étape de Paris-Nice (2013) 1 étape du Tour du Pays basque (2017) 2e de Liège-Bastogne-Liège (2016) 2e de la Flèche wallonne (2012) 3e de l'Amstel Gold Race (2017) 3e de la Flèche wallonne (2015) |
| Daryl Impey             | 1984      | Afrique du Sud  | 2012      | 2020      | Tour Down Under (2018, 2019) 2 étapes du Tour du Pays Basque (2012, 2013) 1 étape du Tour de Catalogne (2017) 1 étape du Critérium du Dauphiné (2018) 1 étape du Tour Down Under (2019) 1 étape du Tour de France (2019) 3e de la Cadel Evans Great Ocean Road Race (2018, 2019, 2020) |
| Adam Yates              | 1992      | Grande-Bretagne | 2014      | 2020      | Classement du meilleur jeune du Tour de France (2016) Tour des Émirats arabes unis (2020) Classique San Sebastian (2015) 1 étape de Tirreno-Adriatico (2018) 1 étape du Critérium du Dauphiné (2018) 1 étape du Tour du Pays basque (2019) 1 étape du Tour de Catalogne (2019) 1 étape du Tour des Émirats arabes unis (2020) 4e du Tour de France (2016) 2e de Tirreno-Adriatico (2019) 2e du Tour de Catalogne (2019) 2e du Critérium du Dauphiné (2018) 2e du Grand Prix de Montréal (2015) |
| Jack Haig               | 1993      | Australie       | 2016      | 2020      | 1 étape du Tour de Pologne (2017) 3e de la Bretagne Classic (2019) |
| Esteban Chaves          | 1990      | Colombie        | 2014      | 2021      | Tour de Lombardie (2016) 3 étapes du Tour d'Italie (2016, 2018, 2019) 2 étapes du Tour d'Espagne (2015) 1 étape du Tour de Suisse (2014) 1 étape du Tour de Catalogne (2021) 2e du Tour d'Italie (2016) 3e du Tour d'Espagne (2016) 5e du Tour d'Espagne (2015) 2e du Tour Down Under (2017) 3e du Tour de Pékin (2014) |
| Mikel Nieve             | 1984      | Espagne         | 2018      | 2021      | 1 étape du Tour d'Italie (2018) |
| Cameron Meyer           | 1988      | Australie       | 2012 2018 | 2015 2021 | 2 étapes du Tour de Suisse (2013, 2014) |
| Kaden Groves            | 1998      | Australie       | 2020      | 2022      | 1 étape du Tour de Catalogne (2022) 1 étape du Tour d'Espagne (2022) |
| Matteo Sobrero          | 1997      | Italie          | 2022      | 2023      | 1 étape du Tour d'Italie (2022) |
| Simon Yates             | 1992      | Grande-Bretagne | 2014      | 2024      | Classement du meilleur jeune du Tour de France (2017) Classement du combiné du Tour d'Espagne (2018) Tour d'Espagne (2018) Tirreno-Adriatico (2020) 6 étapes du Tour d'Italie (3x 2018, 2021, 2x 2022) 4 étapes de Paris-Nice (2017, 2018, 2019, 2022) 2 étapes du Tour d'Espagne (2016, 2018) 2 étapes du Tour de France (2019) 1 étape du Tour de Romandie (2017) 1 étape du Tour de Catalogne (2018) 1 étape du Tour de Pologne (2018) 1 étape de Tirreno-Adriatico (2020) 1 étape du Tour Down Under (2023) 3e du Tour d'Italie (2021) 4e du Tour de France (2023) 2e du Tour Down Under (2023) 2e de Paris-Nice (2018, 2022) 2e du Tour de Pologne (2018) 2e° du Tour de Romandie (2017) 3e du Tour de Pologne (2020) |
| Lucas Hamilton          | 1996      | Australie       | 2018      | 2024      | 1 étape de Tirreno-Adriatico (2020) |
| Luke Durbridge          | 1991      | Australie       | 2012      |           | 1 étape du Critérium du Dauphiné (2012) |
| Michael Matthews        | 1990      | Australie       | 2013 2021 | 2016 -    | Eschborn-Francfurt (2025) Grand Prix de Québec (2024) 3 étapes du Tour d'Espagne (2x 2013, 2014) 3 étapes du Tour d'Italie (2014, 2015, 2023) 3 étapes de Paris-Nice (2015, 2x 2016) 2 étapes du Tour du Pays Basque (2014, 2015) 2 étapes du Tour de France (2016, 2022) 1 étape du Tour de Suisse (2015) 1 étape du Tour de Catalogne (2022) 2e de Milan-San Remo (2024) 2e du Grand Prix de Québec (2015, 2022) 3e du Grand Prix de Québec (2023) 3e de Milan-San Remo (2015) 3e de l'Amstel Gold Race (2015) |
| Christopher Juul Jensen | 1989      | Danemark        | 2016      |           | 1 étape du Tour de Suisse (2018) |
| Luka Mezgec             | 1988      | Slovénie        | 2016      |           | 2 étapes du Tour de Pologne (2019) 2e de la Bretagne Classic (2020) |
| Dylan Groenewegen       | 1993      | Pays-Bas        | 2022      |           | 2 étapes du Tour de France (2022 et 2024) 1 étape du Tour des Émirats arabes unis (2023) 2e de la Classic Bruges-La Panne (2022) |
| Filippo Zana            | 1999      | Italie          | 2023      |           | 1 étape du Tour d'Italie (2023) |
| Eddie Dunbar            | 1996      | Irlande         | 2023      |           | 2 étapes du Tour d'Espagne (2025) |
| Mauro Schmid            | 1999      | Suisse          | 2024      |           | Cadel Evans Great Ocean Road Race (2025) |

## Team Jayco AlUla en 2025
| Effectif 2025            | Effectif 2025     | Effectif 2025    | Effectif 2025                         |
| Cycliste                 | Date de naissance | Pays             | Équipe précédente                     |
| ------------------------ | ----------------- | ---------------- | ------------------------------------- |
| Hagos Welay Berhe        | 22 octobre 2001   | Éthiopie         | EF Education-Nippo Development (2022) |
| Koen Bouwman             | 2 décembre 1993   | Pays-Bas         | Team Visma \| Lease a Bike (2024)     |
| Alessandro De Marchi     | 19 mai 1986       | Italie           | Israel-Premier Tech (2022)            |
| Davide De Pretto         | 19 avril 2002     | Italie           | Zalf Euromobil Fior (2023)            |
| Robert Donaldson         | 8 avril 2002      | Royaume-Uni      | Trinity Racing (2024)                 |
| Paul Double              | 25 juin 1996      | Royaume-Uni      | Team Polti Kometa (2024)              |
| Eddie Dunbar             | 1 septembre 1996  | Irlande          | Ineos Grenadiers (2022)               |
| Luke Durbridge           | 9 avril 1991      | Australie        | Jayco-AIS (2011)                      |
| Felix Engelhardt         | 19 août 2000      | Allemagne        | Tirol KTM Cycling Team (2022)         |
| Anders Foldager          | 27 juillet 2001   | Danemark         | Biesse-Carrera (2023)                 |
| Patrick Gamper           | 18 février 1997   | Autriche         | Red Bull-Bora-Hansgrohe (2024)        |
| Dylan Groenewegen        | 21 juin 1993      | Pays-Bas         | Jumbo-Visma (2021)                    |
| Asbjørn Hellemose        | 15 janvier 1999   | Danemark         | ASD Swatt Club (2024)                 |
| Michael Hepburn          | 17 août 1991      | Australie        | Jayco-AIS (2011)                      |
| Christopher Juul Jensen  | 6 juillet 1989    | Danemark         | Tinkoff-Saxo (2015)                   |
| Jelte Krijnsen           | 12 mai 2001       | Pays-Bas         | Parkhotel Valkenburg (2024)           |
| Michael Matthews         | 26 septembre 1990 | Australie        | Team Sunweb (2020)                    |
| Hamish McKenzie          | 13 septembre 2004 | Australie        | Hagens Berman Jayco (2025)            |
| Luka Mezgec              | 27 juin 1988      | Slovénie         | Giant-Alpecin (2015)                  |
| Kelland O'Brien          | 22 mai 1998       | Australie        | St Kilda Cycling Club (2020)          |
| Ben O'Connor             | 25 novembre 1995  | Australie        | Decathlon-AG2R La Mondiale (2024)     |
| Luke Plapp               | 25 décembre 2000  | Australie        | Ineos Grenadiers (2023)               |
| Elmar Reinders           | 14 mars 1992      | Pays-Bas         | Riwal Cycling Team (2022)             |
| Mauro Schmid             | 4 décembre 1999   | Suisse           | Soudal Quick-Step (2023)              |
| Campbell Stewart         | 12 mai 1998       | Nouvelle-Zélande | Black Spoke Pro Cycling (2021)        |
| Jasha Sütterlin          | 4 novembre 1992   | Allemagne        | Bahrain Victorious (2024)             |
| Max Walscheid            | 13 juin 1993      | Allemagne        | Cofidis (2023)                        |
| Filippo Zana             | 18 mars 1999      | Italie           | Bardiani CSF Faizanè (2022)           |
| Chris Harper             | 23 novembre 1994  | Australie        | Jumbo-Visma (2022)                    |
| Alan Hatherly            | 15 mars 1996      | Afrique du Sud   | EF Education-Nippo Development (2023) |
|                          |                   |                  |                                       |
| Source : ProCyclingStats |                   |                  |                                       |

### Victoires
| Victoires | Victoires                                              | Victoires      | Victoires | Victoires         | Victoires |
| Date      | Course                                                 | Pays           | Classe    | Vainqueur         |           |
| --------- | ------------------------------------------------------ | -------------- | --------- | ----------------- | --------- |
| 9 janv.   | Championnat d'Australie du contre-la-montre            | Australie      | CN        | Luke Plapp        |           |
| 12 janv.  | Championnat d'Australie sur route                      | Australie      | CN        | Luke Durbridge    |           |
| 2 fév.    | Cadel Evans Great Ocean Road Race                      | Australie      | 1.UWT     | Mauro Schmid      |           |
| 7 fév.    | Championnat d'Afrique du Sud du contre-la-montre       | Afrique du Sud | CN        | Alan Hatherly     |           |
| 26 mars   | 2e étape de la Semaine internationale Coppi et Bartali | Italie         | 2.1       | Paul Double       |           |
| 3 avr.    | 2e étape du Tour de Grèce                              | Grèce          | 2.1       | Luke Plapp        |           |
| 1 mai     | Eschborn-Francfort                                     | Allemagne      | 1.UWT     | Michael Matthews  |           |
| 17 mai    | 4e étape du Tour de Hongrie                            | Hongrie        | 2.Pro     | Dylan Groenewegen |           |
| 17 mai    | 8e étape du Tour d'Italie                              | Italie         | 2.UWT     | Luke Plapp        |           |
| 31 mai    | 20e étape du Tour d'Italie                             | Italie         | 2.UWT     | Chris Harper      |           |
| 4 juin    | 1re étape du Tour de Slovénie                          | Slovénie       | 2.Pro     | Dylan Groenewegen |           |
| 6 juin    | 3e étape du Tour de Slovénie                           | Slovénie       | 2.Pro     | Dylan Groenewegen |           |
| 26 juin   | Championnat de Suisse du contre-la-montre              | Suisse         | CN        | Mauro Schmid      |           |
| 29 juin   | Championnat de Suisse de cyclisme sur route            | Suisse         | CN        | Mauro Schmid      |           |

## Saisons précédentes
- Orica-GreenEDGE en 2012
- Orica-GreenEDGE en 2013
- Orica-GreenEDGE en 2014
- Orica-GreenEDGE en 2015
- Orica-BikeExchange en 2016
- Orica-Scott en 2017
- Mitchelton-Scott en 2018
- Mitchelton-Scott en 2019
- Mitchelton-Scott en 2020
- Team BikeExchange en 2021
- Team BikeExchange Jayco en 2022
- Team Jayco AlUla en 2023
- Team Jayco AlUla en 2024
- Team Jayco AlUla en 2025